# Соловейчик, Макс Альбертович
Макс Альбе́ртович Солове́йчик (Мендель Абович (Абелевич) Соловейчик, лит. Maksas Soloveičikas, ивр. מקס סולובייצ'יק‎; 19 ноября 1883, Ковно — 9 марта 1957, Иерусалим) — еврейский общественный и политический деятель, сионист, писатель, публицист либерально-иудаистского направления, библеист, историк и педагог.

## Биография
Родился в Ковно в семье купеческого первой гильдии сына Абы (Абеля) Шоломовича (Альберта Соломоновича) Соловейчика и Фани Рефоел-Вольфовны Соловейчик. Преподавал в Петербурге. После революции, в 1918 году, вернулся в Литву. До 1923 года занимался политической деятельностью. Был избран в Учредительный Сейм Литвы. С апреля 1919 и по январь 1923 года входил в правительство Литовской республики в качестве министра без портфеля по делам евреев. После выхода из правительства его на этой должности сменил Юлий Бруцкус. С 1923 по 1933 год жил в Германии. В 1933 переехал в Подмандатную Палестину. Сторонник теорий школы Велльгаузена. В 1965 году был посмертно опубликован на иврите его «Библейский словарь».
Его брат — экономист Леонтиий Альбертович Соловейчик (1875—1953) — был женат на сестре еврейского общественного деятеля Якова Григорьевича Фрумкина.

## Произведения
- Очерки по еврейской истории и культуре. Т. 1: Библейский период, (сб. ст. либерально-протестантских библеистов), СПб., 1912;
- Основные проблемы библейской науки, СПб., 1913;
- Историко-географический атлас Палестины, СПб., 1913;
- Judisches Lexikon, 1930, Вd. 4/2. (перевод на иврит) «Lexicon Biblicum», Jerushalaim, 1965, v. 1-2.
- Vom Buch das Tausend Jahre Wuchs, B., 1932.